# WTA-toernooi van Suzhou
Het WTA-toernooi van Suzhou was een tennistoernooi voor vrouwen dat tweemaal is georganiseerd in de Chinese stad Suzhou. De officiële naam van het toernooi was Suzhou Ladies Open.
De WTA organiseerde het toernooi dat in de categorie "Challenger" viel en werd gespeeld op de hardcourt-banen van het Suzhou International Tennis Centre.
Het toernooi vond in 2013 en in 2014 plaats.

## Voorgeschiedenis
In 2012 werd dit toernooi georganiseerd door het ITF, met een prijzengeld van $100.000.
Vanaf 2013 is het toernooi onder de vleugels van de WTA gebracht, op het nieuwe instapniveau "Challenger", met een prijzenpot van $125.000.
Na de 2014-editie werd het niet gecontinueerd.

## Finales

### Enkelspel
| Datum      | Naam               | Cat.       | ($)     | Ondergrond | Winnares           | Verliezend finaliste | Uitslag       |         |
| ---------- | ------------------ | ---------- | ------- | ---------- | ------------------ | -------------------- | ------------- | ------- |
| 2013-08-05 | Suzhou Ladies Open | Challenger | 125.000 | hardcourt  | Shahar Peer        | Zheng Saisai         | 6-2, 2-6, 6-3 | details |
| 2014-09-01 | Suzhou Ladies Open | Challenger | 125.000 | hardcourt  | Anna-Lena Friedsam | Duan Yingying        | 6-1, 6-3      | details |

### Dubbelspel
| Datum      | Naam               | Cat.       | ($)     | Ondergrond | Winnaressen                    | Verliezend finalistes  | Uitslag          |         |
| ---------- | ------------------ | ---------- | ------- | ---------- | ------------------------------ | ---------------------- | ---------------- | ------- |
| 2013-08-05 | Suzhou Ladies Open | Challenger | 125.000 | hardcourt  | Tímea Babos Michaëlla Krajicek | Han Xinyun Eri Hozumi  | 6-2, 6-2         | details |
| 2014-09-01 | Suzhou Ladies Open | Challenger | 125.000 | hardcourt  | Chan Chin-wei Chuang Chia-jung | Misa Eguchi Eri Hozumi | 6-1, 3-6, [10-7] | details |

2013 · 2014
ITF-toernooien (mannen en vrouwen)

ATP-toernooien (mannen) – ATP-seizoen 2025

WTA-toernooien (vrouwen) – WTA-seizoen 2025

Voormalige toernooien mannen
Voormalige toernooien vrouwen
Voormalige amateurtoernooien